# Pinciano (quartiere)

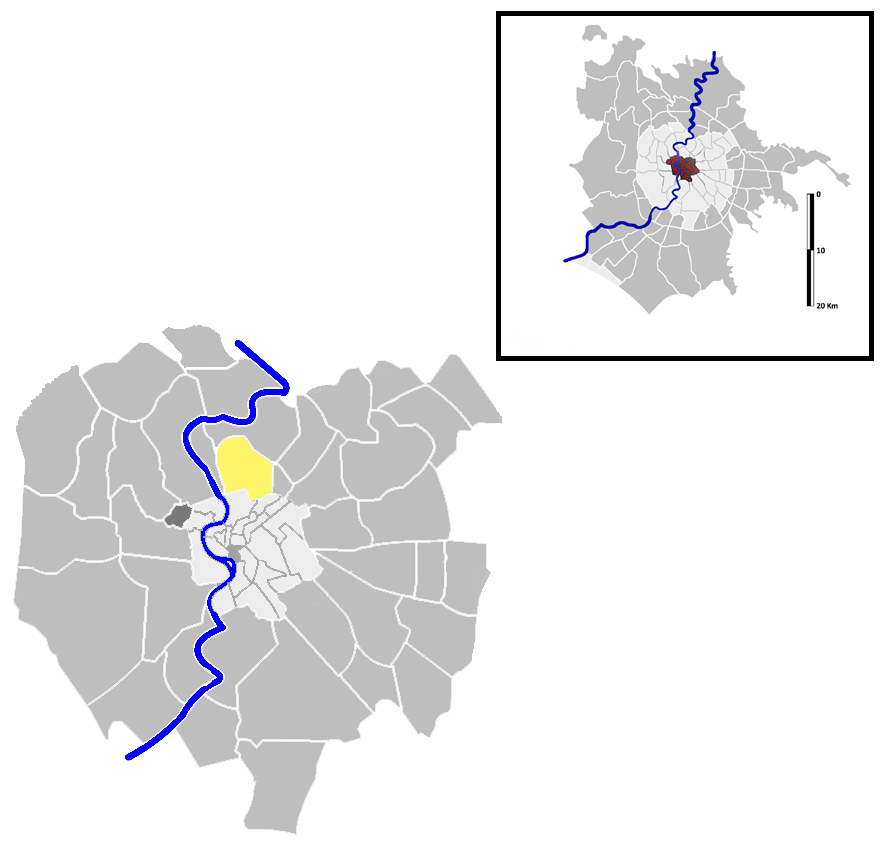
Quartiere Pinciano

Pinciano é o terceiro quartiere de Roma e normalmente indicado como Q. III. Seu nome é uma referência ao monte Pinciano.

## Geografia

Brasão do Quartiere Pinciano.

Este quartiere está localizado ao norte da cidade, encostado do lado de fora da Muralha Aureliana. Suas fronteiras são:
- ao norte está o Q. II Parioli, do qual está separado pela Viale Maresciallo Pilsudski, pela Viale dei Parioli e pela Viale Liegi no trecho até a Via Salaria.
- a leste está o Q. IV Salario, separado pela Via Salaria no trecho entre a Viale Regina Margherita até a Piazza Fiume.
- ao sul está o rione Ludovisi, separado do qual pela muralha (Corso d'Italia) no trecho entre a Piazza Fiume e a Piazzale Brasile (Porta Pinciana), e o rione Campo Marzio, também separado pela muralha (Viale del Muro Torto), da Piazzale Brasile até a Piazzale Flaminio (Porta del Popolo).
- a oeste está o Q. I Flaminio, do qual está separado pela Via Flaminia, da Piazzale Flaminio até a Viale Maresciallo Pilsudski.

## História
O Pinciano é um dos quinze primeiros quartieri criados em 1911 e oficialmente instituídos em 1921, mas com o nome de "Vittorio Emanuele III, uma referência ao rei Vittorio Emanuele III de Sabóia. Antes mesmo da queda do Reino da Itália em 1946, já era chamado de Quartiere dei Fiume na parte onde as ruas são batizadas com nomes de vários rios (em italiano:  fiume) e Quartiere Pinciano na parte entre a Via Pinciana e a Via Salaria, conhecida também como Quartiere Sebastiani. Foi oficialmente renomeado "Pinciano" em 1946.

### Brasão
A descrição oficial do brasão de Pinciano é: de or com o álamo (de Nero) vert. Trata-se de uma referência à chamada "Tumba de Nero", no sopé do monte Pinciano.

## Vias e monumentos
- Piazza di Siena (Villa Borghese)
- Porta del Popolo
- Porta Pinciana
- Tempio di Esculapio (Villa Borghese)

### Antiguidades romanas
- Catacumba de Clivum Cucumeris
- Catacomba di Sant'Ermete
- Catacumba de São Pânfilo
- Catacumba de São Valentim
- Hipogeu da Via Livenza
- Mausoléu de Lucílio Peto

## Edifícios

### Palácios evillas
- Academia Belgica‎
- Accademia d'Egitto
- Accademia di Romania
- Casina di Raffaello
- Hotel Aldrovandi Villa Borghese (antigo Istituto Cabrini)
- Istituto Svedese
- Palazzina Acerbo (Via Nicolò Tartaglia)
- Palazzo Borromeo (Via Flaminia)
- Palazzina Giorgi (Via Antonio Bertoloni)
- Palazzo dell'Istituto Poligrafico dello Stato
- Palazzo La Rinascente 1960
- Palazzina Marchi (Via Giacomo Carissimi)
- Palazzetto di Pio IV
- Palazzina Virgili (Via Angelo Secchi)
- Villino Alatri (Via Giovanni Paisiello)
- Villa Ambron (Via delle Tre Madonne)
- Villino Astaldi (Via Saverio Mercadante)
- Villa Balestra
- Villa Borghese
- Villa Calderai
- Villa Elia
- Villa Giulia
- Villa Lubin
- Villa Marignoli (Via Po)
- Villa Poniatowski
- Villa Serena (Via Carlo Dolci)
- Villa Strohl Fern
- Villino Titta Ruffo (Via Sassoferrato)

### Igrejas
- Madonna dell'Arco Oscuro
- Sacro Cuore Immacolato di Maria
- Sant'Eugenio
- Santa Maria Immacolata a Villa Borghese
- Santa Maria della Pace ai Parioli
- Santa Teresa al Corso d'Italia
- Santa Teresa del Bambin Gesù in Panfilo

### Outros edifícios
- Bioparco di Roma (Villa Borghese)
- Cinema dei Piccoli (Villa Borghese)
- Galleria Borghese
- Galleria nazionale d'arte moderna e contemporanea (GNAM)
- Istituto italiano per l'Africa e l'Oriente (Via Ulisse Aldrovandi)
- Istituto Giapponese di Cultura in Roma (Via Antonio Gramsci)
- Istituto Poligrafico e Zecca dello Stato
- Museo Canonica
- Museo Carlo Bilotti
- Museo civico di Zoologia
- Museo nazionale etrusco di Villa Giulia
- Silvano Toti Globe Theatre (Villa Borghese)